# エイデル (アイオワ州)
エイデル（英: Adel、[ˈeɪdəl] AY-dull）は、アメリカ合衆国アイオワ州中央部ダラス郡の都市であり、同郡の郡庁所在地である。ノースラクーン川に接している。2010年の国勢調査では、人口3,682人だった。
エイデル市はデモイン・ウェストデモイン大都市圏に属している。
大学アメリカンフットボールでは最高栄誉であるハイズマン賞を受賞したナイル・キニックがエイデルの生まれである。

## 歴史
エイデルの町は当初ペノーチと呼ばれていた。1847年に法人化され、1849年のいずれかの時に改名されたが、市の記録にそれに関する具体的な情報が残っていない。ノースラクーン川の西岸にあり、設立当時は唯一の郡道に沿った町であり、ダラス郡の中では最古の町である。
1855年時点では25軒の家屋と3軒の店舗があるだけだった。この頃からエイデルの町は急速な成長を始めた。
エイデルは川沿いにあるので、小麦製粉には豊富な水力を得られた。ノーインガール・カントレル&Co.が所有する土地の一部に入ることになった。デモインのJ・H・ストロングと、H・H・モファットが、1856年から1857年に2万ドルを掛けて製粉所を建設した。水上には落差約8フィート (2.4 m) のダムが建設された。
製粉所は維持状態も良く運転され、1時間平均で12ないし15ブッシェル (326 - 408 kg) を生産でき、最大能力は1時間30ブッシェル (816 kg) だった。

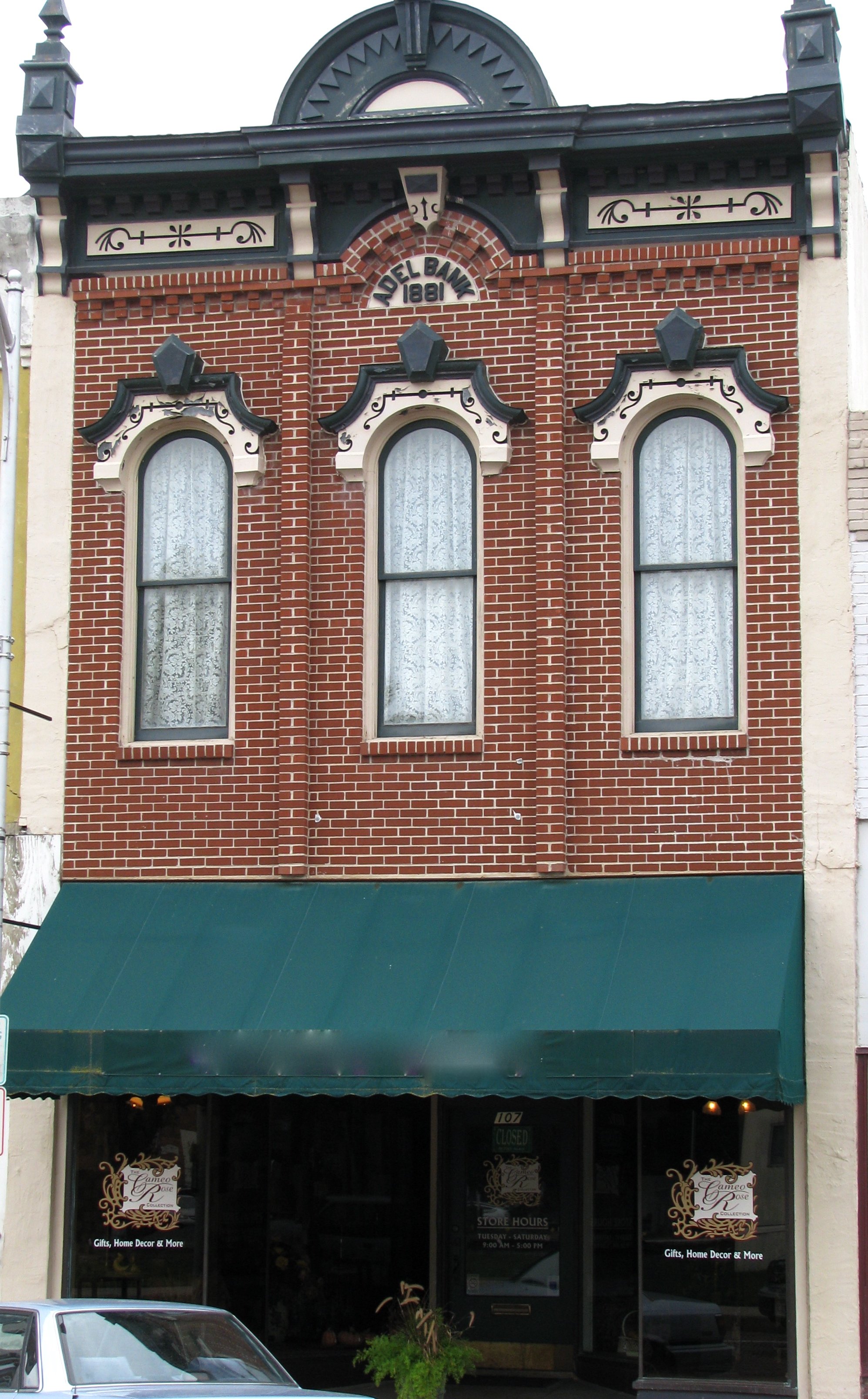
エイデル銀行、1895年に強盗が発生した

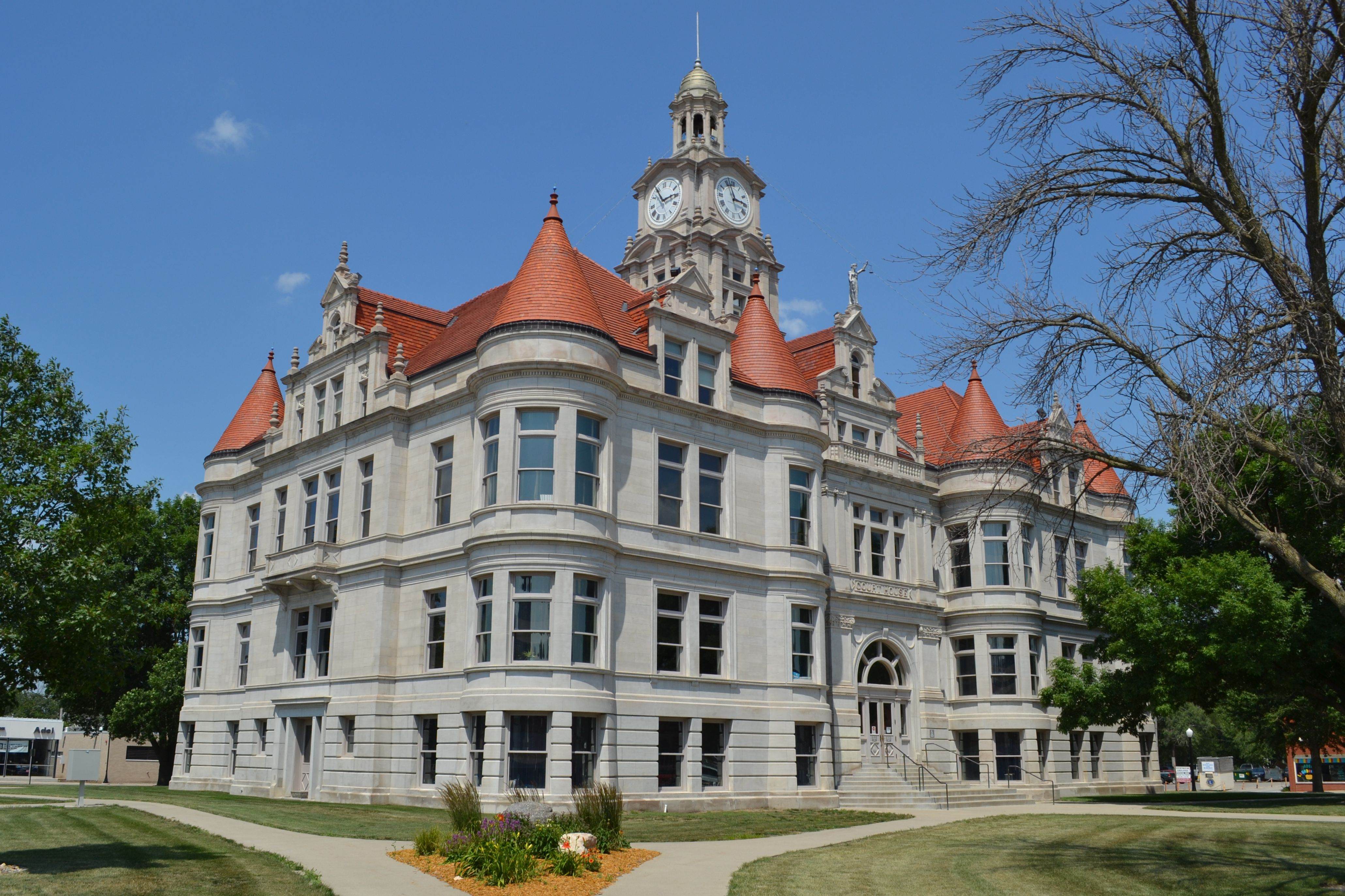
ダラス郡庁舎

1895年3月6日、2人の男が一頭立て馬車で町に入ってきて、銀行強盗をやろうとした。彼等は窓口係を銃で撃ったが、その係は負傷しながらも金庫室を閉鎖し、タンブラー錠を回すことができたので、多額の金を盗まれることを防いだ。その建物の二階には弁護士のジョージ・W・クラークが事務所を構えていた。クラークが下に降りていくと、強盗がその銃を発砲した。しかし、その武器は不発であり、クラークの命は救われた。クラークは後にアイオワ州の副知事に選ばれ、1913年から1917年を務めることになった。
エイデルの歴史は、その煉瓦敷き道路を維持すると決めたときに強化された。さらに、1902年に約109,000ドルを掛けて落成した大建築、ダラス郡庁舎がエイデル中心街に聳えている。その概観は丸みを帯びた角や窓と共に、フランス風建築の良さを湛えている。
“当時は、来るべき時代に重要であり、その特徴となる大建築を建てることが、諸郡の間の競争になっていた” ダラス郡監督官マーク・A・ハンソン

## 地理
エイデル市は座標 北緯41度37分00秒 西経94度01分18秒 / 北緯41.61667度 西経94.02167度 (41.616773, -94.021731) に位置している。
アメリカ合衆国国勢調査局に拠れば、市域全面積は3.28平方マイル (8.50 km2)であり、このうち陸地3.27平方マイル (8.47 km2)、水域は0.01平方マイル (0.03 km2)で水域率は0.30%である。

## 人口動態

### 2010年国勢調査
以下は2010年国勢調査による人口統計データである。
| 基礎データ - 人口: 3,682 人 - 世帯数: 1,489 世帯 - 家族数: 943 家族 - 人口密度: 434.8人/km2（1,126.0 人/mi2） - 住居数: 1,579 軒 - 住居密度: 186.4軒/km2（482.9軒/mi2） 人種別人口構成 - 白人: 97.6% - アフリカン・アメリカン: 0.3% - ネイティブ・アメリカン: 0.2% - アジア人: 0.5% - 太平洋諸島系: 0.2% - その他の人種: 0.6% - 混血: 0.7% - ヒスパニック・ラテン系: 2.1% | 年齢別人口構成 - 18歳未満: 26.8% - 18-24歳: 7.7% - 25-44歳: 25.7% - 45-64歳: 27.0% - 65歳以上: 12.7% - 年齢の中央値: 38歳 - 性比（女性100人あたり男性の人口） - 総人口: 90.1 世帯と家族（対世帯数） - 18歳未満の子供がいる: 34.4% - 結婚・同居している夫婦: 47.5% - 未婚・離婚・死別女性が世帯主: 11.1% - 非家族世帯: 36.7% - 単身世帯: 31.6% - 65歳以上の老人1人暮らし: 12.8% - 平均構成人数 - 世帯: 2.42人 - 家族: 3.06人 |

### 2000年国勢調査
以下は2000年国勢調査による人口統計データである。
| 基礎データ - 人口: 3,435 人 - 世帯数: 1,369 世帯 - 家族数: 898 家族 - 人口密度: 405.6人/km2（1,050.1 人/mi2） - 住居数: 1,419 軒 - 住居密度: 167.5軒/km2（433.8 軒/mi2） 人種別人口構成 - 白人: 97.76% - アフリカン・アメリカン: 0.15% - ネイティブ・アメリカン: 0.17% - アジア人: 0.41% - その他の人種: 0.52% - 混血: 0.99% - ヒスパニック・ラテン系: 1.28% | 年齢別人口構成 - 18歳未満: 28.5% - 18-24歳: 7.2% - 25-44歳: 29.5% - 45-64歳: 20.6% - 65歳以上: 14.1% - 年齢の中央値: 36歳 - 性比（女性100人あたり男性の人口） - 総人口: 90.9 - 18歳以上: 83.2 世帯と家族（対世帯数） - 18歳未満の子供がいる: 37.0% - 結婚・同居している夫婦: 53.3% - 未婚・離婚・死別女性が世帯主: 9.4% - 非家族世帯: 34.4% - 単身世帯: 30.3% - 65歳以上の老人1人暮らし: 14.2% - 平均構成人数 - 世帯: 2.46人 - 家族: 3.09人 | 収入と家計 - 収入の中央値 - 世帯: 39,423米ドル - 家族: 47,065米ドル - 性別 - 男性: 34,234米ドル - 女性: 26,516米ドル - 人口1人あたり収入: 19,743米ドル - 貧困線以下 - 対人口: 4.0% - 対家族数: 3.1% - 18歳未満: 0% - 65歳以上: 8.5% |

## 著名な出身者
- ナイル・キニック、アイオワ大学アメリカンフットボールのチーム、アイオワ・ホークアイズ・フットボールのメンバー、1939年のハイズマン賞を受賞、第二次世界大戦でアメリカ海軍パイロットとして事故死